# Polihidrato de polimetilsiloxano
El polihidrato de polimetilsiloxano (PMSPH, polimetilsiloxano polihidratado) (nombre comercial: Enterosgel) es un adsorbente intestinal utilizado para unir y eliminar diversas sustancias tóxicas, agentes infecciosos y metabolitos del tracto gastrointestinal. Se presenta en forma de una masa pastosa homogénea de color blanco o casi blanco, inodora e insípida.

## Historia
Este producto fue sintetizado a finales de la década de 1970 y principios de la de 1980 en la Unión Soviética por I.B. Slinyakova e I.М. Samodumova del Instituto de Química Física LB Pisarzhevskiy. La producción industrial del preparado comenzó a principios de 1991.
Actualmente, el producto ya está disponible en más de cincuenta países.
Entre 2019 y 2022 se realizó un estudio a gran escala sobre el tratamiento del síndrome del intestino irritable con diarrea en el Reino Unido. Se ha establecido una base comprobada de eficacia del polihidrato de polimetilsiloxano en el tratamiento del síndrome del intestino irritable con diarrea: este dispositivo médico ayuda a aliviar la hinchazón, el dolor abdominal y la urgencia.
Enterosgel está registrado en Rusia y los países de la CEI como medicamento OTC (sin receta). En los países de la Unión Europea, África y Oceanía está registrado como dispositivo médico. 
El dispositivo médico Enterosgel se produce en una moderna fábrica de alta tecnología en Jeseník, República Checa.

## Estructura
PMSPH, polihidrato de polimetilsiloxano o hidrogel de ácido metilsilícico es un compuesto organosilícico gelatinoso polimérico. Es una suspensión que se toma por vía oral.

### Microestructura
Estudios de microscopía electrónica han demostrado que su matriz formadora de gel consiste en un conjunto de glóbulos fusionados que forman poros, unidos entre sí por enlaces de siloxano. Los poros son los espacios entre los glóbulos. Están llenos de agua. El tamaño de los poros está restringido. : 38 La presencia de grupos metilo en la superficie asegura sus propiedades hidrofóbicas. : 27 Las partículas de PMSPH tienden a formar una red continua en una suspensión para reducir la interacción del SiCH3 hidrófobo con el agua. Las suspensiones acuosas del polihidrato de polimetilsiloxano se caracterizan por una alta viscosidad.

## Mecanismo de acción
1. La estructura porosa sólida de la matriz formadora de gel determina la capacidad de absorción por el mecanismo de adsorción molecular y permite adsorber predominantemente sustancias tóxicas de peso molecular medio y metabolitos (por ejemplo, bilirrubina y productos de degradación de proteínas).[5] : 62 [7]
2. Debido a su consistencia gelatinosa:
  - Absorbe sustancias tóxicas de alto peso molecular mediante el mecanismo de coprecipitación en el gel (por ejemplo, toxinas bacterianas);[8]
  - Presenta propiedades protectoras: sus partículas elásticas tipo gel forman una capa en la superficie de las membranas mucosas. Esta capa protege las membranas mucosas de diversos factores dañinos y sus propiedades protectoras se manifiestan universalmente: en el intestino y en la superficie de las membranas mucosas de otros órganos.[9]

Absorbe sustancias tóxicas (por ejemplo, alcohol etílico).
En un experimento in vitro, el polihidrato de polimetilsiloxano redujo la producción de enterotoxina estafilocócica e inhibió el crecimiento de Staphylococcus aureus.
PMSPH se une firmemente y elimina bacterias patógenas y rotavirus.
|  |  | Leyenda 1. luz intestinal 2. mucosa intestinal 3. metabolitos y sustancias tóxicas 4. Los metabolitos y las sustancias tóxicas se unen al Enterosgel. |

Las partículas de PMSPH altamente viscosas cubren las áreas mucosas y las protegen de los efectos dañinos de las toxinas bacterianas y varios compuestos químicos activos.
El polihidrato de polimetilsiloxano tiene una capacidad pronunciada para absorber moléculas de lipopolisacáridos. Las moléculas grandes de lipopolisacárido se coprecipitan en el gel y se eliminan del cuerpo.

## Efectos sobre el ser humano
El PMSPH no se absorbe en el tracto gastrointestinal y se excreta en forma inalterada en las heces.
Se une y elimina sustancias tóxicas endógenas y exógenas, incluidas bacterias y toxinas bacterianas, antígenos, alérgenos alimentarios, medicamentos y venenos, sales de metales pesados, alcohol, del lumen del tracto gastrointestinal. También absorbe el exceso de bilirrubina, urea, colesterol y lípidos complejos, así como metabolitos responsables del desarrollo de la intoxicación endógena.
Indicaciones de uso
El PMSPH se puede utilizar en adultos y niños para el tratamiento y prevención de intoxicaciones agudas y crónicas de diversas etiologías (por ejemplo, intoxicación alcohólica, botulismo, intoxicación por setas ), incluidas las virales y bacterianas.
El estudio aleatorizado, doble ciego y controlado con placebo RELIEVE IBS-D se publicó en la revista GUT en 2022. Este estudio confirmó la seguridad y eficacia del polihidrato de polimetilsiloxano en el tratamiento del síndrome del intestino irritable con diarrea. Enterosgel es eficaz para aliviar el dolor abdominal, la diarrea, la hinchazón y la urgencia. Por ejemplo, en un estudio realizado en Croacia, se utilizó como terapia concomitante en mujeres que recibían radioterapia y quimioterapia para el tratamiento del cáncer pélvico, y tuvo un efecto espectacular en la reducción de los síntomas de intoxicación (náuseas, vómitos, etc.).
Enterosgel es un coadyuvante bueno en el manejo de la diarrea del síndrome del intestino irritable, sobre todo cuando los pacientes no responden a otros tratamientos; no solo mejora la consistencia de las evacuaciones, sino también otros síntomas como el dolor abdominal, la distensión subjetiva y el estado general.
El polihidrato de polimetilsiloxano fue utilizado con éxito para la hiperbilirrubinemia (hepatitis viral, incluso para la enfermedad hemolítica del recién nacido.
También es eficaz para el tratamiento de la enfermedad renal crónica (hiperazoemia). Ha demostrado su eficacia en el tratamiento de la dermatitis atópica. Se utiliza para tratar trastornos gastroenterológicos. Por lo tanto, se recomienda para el tratamiento de la diarrea aguda y crónica, disbiosis incluida la diarrea de origen no infeccioso, para el tratamiento del síndrome del intestino irritable con diarrea. En enfermedades infecciosas e inflamatorias agudas y crónicas, se utiliza en obstetricia y ginecología, ya que está aprobado para su uso en embarazadas y niños desde el nacimiento.